# Трейси Колдуел Дайсън
Трейси Колдуел Дайсън (на английски: Tracy Caldwell Dyson) е американска химичка и космонавтка.

## Биография
Родена е на 14 август 1969 г. в Аркадия, Калифорния. Завършва химия в Калифорнийския щатски университет - Фулъртън, след което защитава докторска дисертация в Калифорнийския университет - Дейвис. Започва подготовката си за космонавт на НАСА през 1998 г. Участва в мисиите STS-118, Союз ТМА-18, МКС-23 и МКС-24.